# Acetobacteraceae
Acetobacteraceae – rodzina Gram-ujemnych bakterii. Wielu jej przedstawicieli to bakterie kwasu octowego.
Pierwszym opisanym rodzajem z tej rodziny był Acetobacter (1898). W 1935 roku wydzielono rodzaj Gluconobacter. W 1980 roku Gillis i De Ley zaproponowali wyodrębnienie dla tych dwóch rodzajów rodziny Acetobacteraceae.
Cechą charakterystyczną rodziny jest to, że jej przedstawiciele to bakterie kwasu octowego, prowadzące fermentację octową. Jednak według danych z roku 2015 na 33 rodzaje zaliczane do tej rodziny bakterie octowe należą do 14 z nich. Wcześniej przedstawicieli tej grupy niezdolnych do fermentacji octowej określano jako quasi-Acetobacter, quasi-Acetomonas lub quasi-Gluconobacter.

## Rodzaje
Według bazy National Center for Biotechnology Information w połowie 2016 roku do rodziny Acetobacteraceae, oprócz szczepów o nieokreślonej dokładnie przynależności gatunkowej, wliczano następujące rodzaje:
- Acetobacter
- Acidicaldus
- Acidiphilium
- Acidisoma
- Acidisphaera
- Acidocella
- Acidomonas
- Ameyamaea
- Asaia
- Belnapia
- Bombella
- Commensalibacter
- Craurococcus
- Crenalkalicoccus
- Endobacter
- Gluconacetobacter
- Gluconobacter
- Granulibacter
- Humitalea
- Komagataeibacter
- Kozakia
- Leahibacter
- Neoasaia
- Neokomagataea
- Nguyenibacter
- Oleomonas
- Paracraurococcus
- Parasaccharibacter
- Rhodopila
- Rhodovastum
- Roseococcus
- Roseomonas
- Rubritepida
- Saccharibacter
- Sediminicoccus
- Stella
- Swaminathania
- Swingsia
- Tanticharoenia
- Zavarzinia